# François Spoerry
François Henry Spoerry (28 de desembre de 1912 - 11 de gener de 1999) va ser un arquitecte, promotor i urbanista francès que va crear la ciutat costanera de Port Grimaud. Oficial de la Légion d'honneur i de l'Ordre des Arts et des Lettres.

## Primers anys
Va néixer a Mulhouse en el si d'una família nombrosa i treballadora que s'havia traslladat de Suïssa a Mulhouse el 1848 per iniciar un negoci tèxtil. La família tenia una casa de vacances a Partigon. Els seus pares eren Henry Spoerry (1879–1966) i Jeanne Schlumberger. Spoerry tenia tres germanes menors: Anne-Marie, una metgessa, aviadora i aventurera, Therese i Martine.
Després d'acabar l'escola, Spoerry va estudiar arquitectura a l'École des Beaux-Arts d'Estrasburg el 1930. Es va convertir en assistent de Jacques Couëlle durant el període de 1932 a 1934. Es va graduar a l'École des Beaux-Arts de Marsella el 1943 .
Durant la Segona Guerra Mundial, va utilitzar un projecte d'investigació arquitectònica a Aix-en-Provence com a coberta per treballar amb la Resistència francesa. L'abril de 1943, va ser arrestat i deportat a Buchenwald i després a Dachau.

## Carrera
Acabada la guerra, va obrir el seu primer despatx d'arquitectura a Mulhouse on va associar-se a un nombre important de projectes de reconstrucció. A Mulhouse, va ser el planificador del nou nucli urbà. També va construir a Mulhouse la Volta a Europa, l'estructura més gran de la França contemporània l'últim pis de la qual era un restaurant giratori. També va construir diverses estructures residencials, com ara la Wilson Tower (edifici més alt de la ciutat després de la Volta a Europa), la Residència Clemenceau. Residència Pierrefontaine, i altres. El més significatiu de l'obra de Spoerry és que va trencar amb els primers principis del Planning CIAM mentre va redescobrir els principis d'un urbanisme dens. Va construir i desenvolupar diversos desenvolupaments d'ús mixt i neotradicionals a Europa i Amèrica del Nord.
A finals de la dècada de 1980, era conegut com a membre de l'Amiic (Organització Mundial d'Inversió Immobiliària, Ginebra) i va ser conferenciant, amb Jean-Pierre Thiollet i altres personatges importants, d'algunes trobades internacionals d'aquesta organització (que va ser dissolta). el 1997).
Estava associat al moviment del Renaixement urbà europeu. Va ser un defensor de l'" arquitectura vernacular ". Spoerry és l'autor d' A gentle architecture, from Port-Grimaud to Port-Liberté, publicat el 1991.
A part de la creació de Port Grimaud al Var, les obres més importants de Spoerry a França inclouen:
- districte de Cergy-Pontoise
- desenvolupament del Tour Perret a Amiens, construït per Auguste Perret
- Tour de l'Europa, a Mulhouse
- centre de la ciutat de Le Plessis-Robinson
- Nou poble de Gassin

Fora de França, les seves obres principals van ser:
- Puerto Escondido, Baixa Califòrnia Sud, Mèxic
- barri de Port Liberté, Jersey City, Nova Jersey
- districte de Porto Cervo a Sardenya
- districte de Port Louis a Louisiana
- poble de Bendinat a Mallorca, Espanya

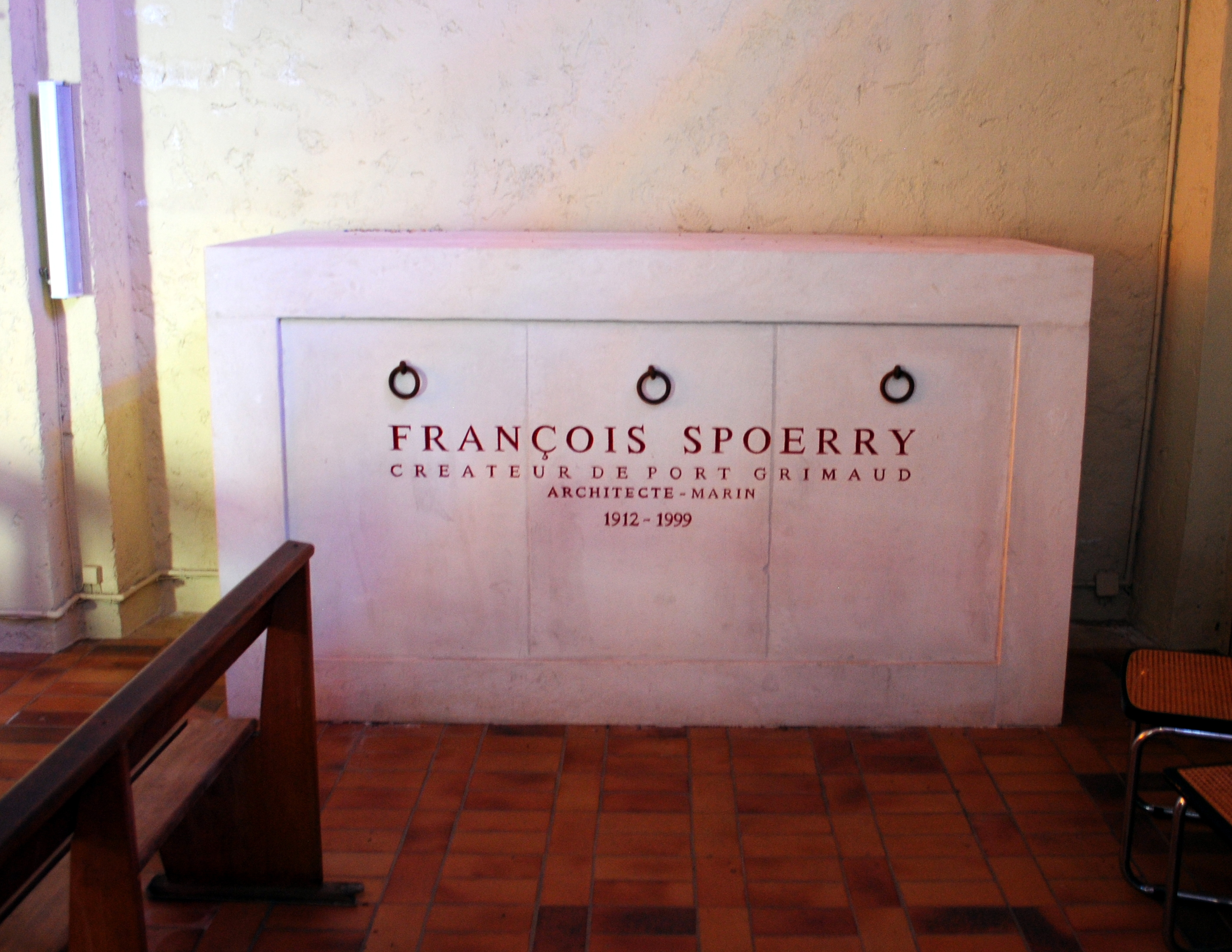
Tomba a l'església de Port Grimaud

- Saifi Village, Beirut

## Vida personal
El 27 d'octubre de 1945, Spoerry es va casar amb Joy Pierrette Besse (1923–1952). Spoerry i la seva dona van tenir dos fills, Yves i Bernard.
El seu sogre, Antonin Besse, era un ric comerciant amb negocis a Aden i Beirut. També filantrop, Antonin va fundar el St Antony's College d'Oxford i va salvar Gordonstoun a Moray, Escòcia del tancament.
Spoerry era un àvid mariner, propietari de la goleta Amphitrite entre 1966 i 1969. Va morir a casa seva a Port Grimaudl'any 1999 i està enterrat a l'església de Port Grimaud.